# Цхинвали
Цхинвали или Цхинвал (груз. ცხინვალი, осет. Цхинвал, Чъреба, рус. Цхинвал(и)) главни је град дефакто независне републике Јужне Осетије која је прогласила независност од Грузије. Налази се на јужним падинама планине Кавказ на обали реке Велика Лиахви. Град је 2015. имао 30.432 становника.

## Име
Име Цхинвали потиче из грузијског језика, где значи Земља грабова. У осетијском и руском језику се користи варијанта Цхинвал, док је незванично осетско име Чреба. Од 1934. до 1961. град се звао Стаљинири.

## Историја
Град је тешко настрадао у етничким сукобима 1990—1992. године. По успостављању примирја, западни део града је био под осетском контролом, а источни под грузијском. Од 1994. овде је била смештена заједничка контролна комисија мировних снага Русије, Осетије и Грузије под покровитељством ОЕБС. 
Дана 8. августа 2008. војска Грузије је уз артиљеријски напад ушла у Цхинвал. Након тога, осетске и руске тенковске снаге су кренуле у акцију одбацивања грузијских снага на почетне положаје. Председник Грузије, Михаил Сакашвили, је 9. августа наредио повлачење из Цхинвала. Први извештаји су говорили о тешком разарању града, 1400 погинулих цивила и хиљадама избеглих.

## Становништво
Године 1989. у граду је живело:  74% Осета, 16% Грузина и 9% осталих нација. 
| 1989.  |
| ------ |
| 42.934 |